# Carl von Heidenstam
Carl Gerhard von Heidenstam, född 14 november 1876 i Konstantinopel (nuvarande Istanbul), död 11 mars 1939, var en svensk diplomat. 

## Biografi
von Heidenstam avlade hovrättsexamen 1901 och tjänstgjorde samma år i kommerskollegium och Stockholms rådstuvurätt innan han blev attaché i Sankt Petersburg, också 1901. År 1904 blev han andre sekreterare i Utrikesdepartementet och 1905 tillförordnad förste sekreterare. 1906 blev han legationssekreterare i Köpenhamn och hade denna roll fram till 1910, då han blev legationsråd i Sankt Petersburg. År 1913 blev han legationssekreterare där med legationsråds namn, heder och värdighet och tjänstgjorde i Ryssland fram till 1916. Han var ledamot av Statens handelskommission 1916–1917, chef för Utrikesdepartementets avdelning för tillvaratagande av vissa krigförande länders intressen 1916–1917, sakkunnig vid förhandlingarna om handelsavtal med Sovjetunionen 1923–1924, chargé d'affaires ad interim i Moskva 1924 samt envoyé i Moskva 1924–1930, samtidigt även i Teheran 1929–1930, i Istanbul och Sofia 1930–1931 samt i Helsingfors 1931–1939.
Carl von Heidenstam tillhörde ätten von Heidenstam. Han var son till Oscar von Heidenstam och Leila Boyd. von Heidenstam gifte sig 1904 med Ethel Thornton (född 1881), dotter till Bateman Thornton och Emmy Maxwell. Han är begraven på Lidingö kyrkogård.

## Utmärkelser

### Svenska utmärkelser
- Konung Gustaf V:s jubileumsminnestecken med anledning av 70-årsdagen, 1928.[5]
- Kommendör med stora korset av Nordstjärneorden, 24 november 1934.[6]
- Kommendör av första klassen av Nordstjärneorden, 15 september 1926.[7]
- Riddare av Nordstjärneorden, 1914.[8]
- Riddare av Johanniterorden i Sverige, tidigast 1925 och senast 1928.[9][10]

### Utländska utmärkelser
- Storkorset av Bulgariska Civilförtjänstorden, tidigast 1931 och senast 1934.[5][11]
- Storkorset av Finlands Vita Ros’ orden, tidigast 1931 och senast 1934.[5][11]
- Storofficer av Bulgariska Sankt Alexanderorden, tidigast 1925 och senast 1928.[9][10]
- Andra klassen med kraschan av Ungerska förtjänstkorset, tidigast 1925 och senast 1928.[9][10]
- Kommendör av andra graden av Danska Dannebrogorden, 1908.[12][13]
- Riddare av andra klassen av Preussiska Röda örns orden.[9]
- Riddare av andra klassen av Ryska Sankt Annas orden.[9]
- Riddare av andra klassen av Ryska Sankt Stanislausorden, 1912.[14][15]
- Riddare av tredje klassen av Ryska Sankt Stanislausorden, tidigast 1903 och senast 1905.[16][17]
- Riddare av Portugisiska Kristusorden, tidigast 1905 och senast 1908.[12][17]
- Riddare av Spanska Karl III:s orden, tidigast 1905 och senast 1908.[12][17]
- Riddare av Preussiska Johanniterorden, 1918.[18][19]